# グロービス・キャピタル・パートナーズ
株式会社グロービス・キャピタル・パートナーズ（Globis Capital Partners Co., Ltd.、略称：GCP）は、累計1,600億円の運用資産を保有する、日本の独立系ベンチャーキャピタルである。

## 概要
総合的に支援する日本初の本格的ハンズオン型ベンチャーキャピタルとして1996年に設立。
第1号ファンドでは、5億4000万円のファンドで計13社への投資を行い、6社をIPOへ導いている。その後1999年の第2号ファンド設立に際し、欧米で30年以上の投資実績を持つエイパックス・グループとジョイントで200億円のファンドを設立、計47社に投資・8社をIPOへ導いている。2006年に再びグロービス単独で立ち上げた第3号ファンドは約180億円のファンド規模で、成長産業のベンチャー企業に投資を実行している。1社あたりの平均投資金額は3億円から5億円。2016年160億円の第5号ファンド、2019年400億円の第6号ファンド、2022年には727億円の第7号ファンドを設立した。
2023年にサンフランシスコに米国拠点を新設する。
主なトラックレコードに、インターネット専業生命保険のライフネット生命保険株式会社、20～30代女性向け化粧品の口コミサイト「@COSME」を運営する株式会社アイスタイル、次世代3次元グラフィックス・チップ/IP開発する株式会社ディジタルメディアプロフェッショナル、ソーシャル・ネットワーキング・サービスの「グリー株式会社」、などがある。